# Sauðárkrókur

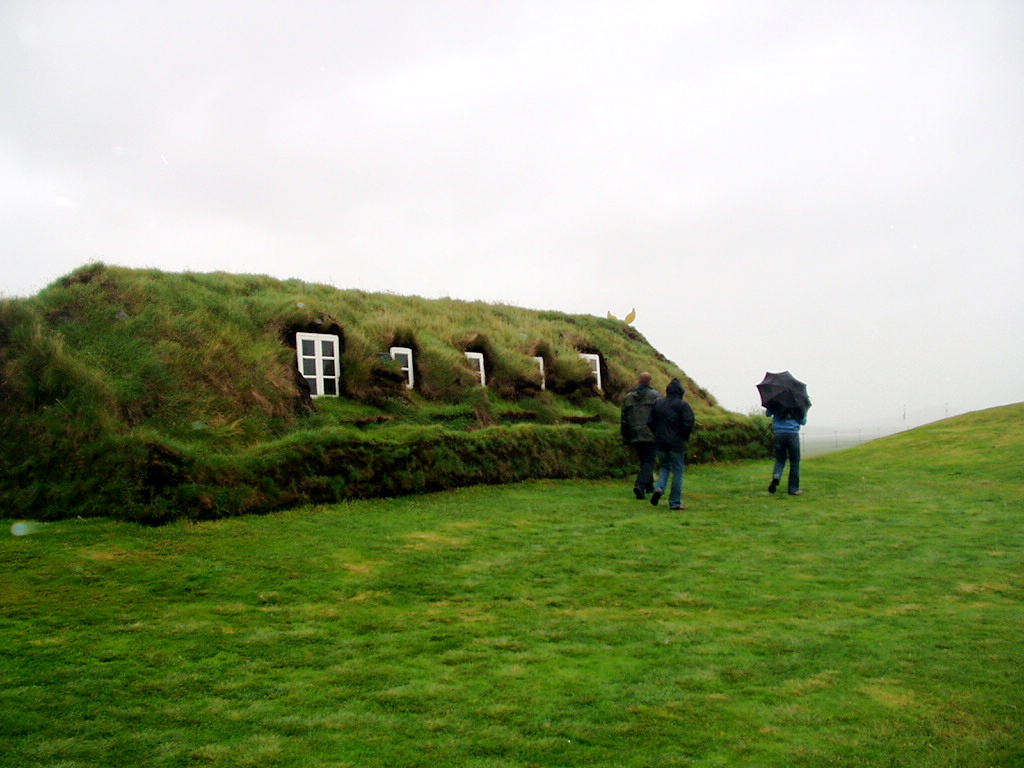
Hembygdsmuseet i Glaumbær på Island.

Sauðárkrókur är en stad på norra Island med 2 612 invånare (2019).
Staden ligger längst inne i Skagafjörður och är handels- och industricentrum för närområdet. I staden finns bland annat fiskehamn, fiskförädlingsindustri samt inrikesflygplats. Strax utanför staden, i Glaumbær, finns ett hembygdsmuseum inrymt i en gård från 1800-talet, byggt av torv.